# Абаніндранатх Тагор
Абаніндранатх Тагор (бенгалі:গগনেন্দ্রনাথ ঠাকুর,7 серпня 1871 —5 грудня 1951) — відомий індійський художник та викладач з мистецтва, засновник сучасного індійського живопису.

## Життєпис
Походив з відомої та впливової літературної та мистецької родини Тагорів. Син Гунендранатха Тагора. Народився у маєтку «Джорасанко» в околицях Калькути, де провів своє дитинство. З раннього дитинства у нього була вихована гаряча любов до стародавнього національного мистецтва. У 1880—1889 роках навчався у Санскритському коледжі у Калькуті. У 1890 році поступає до Калькутської школи мистецтв.
Із середини 1890-х років починає співпрацювати як ілюстратор з журналом «Садхана». Водночас ілюструє книги свого дядька Рабіндраната Тагора. З 1897 року активно вивчає європейський живопис, разом з тим починає захоплюватися могольською мініатюрою. У 1907 році разом із своїм братом Ґаганендранатхом та Ернестом Гавелом створює Індійське товариство мистецтв народів Сходу, згодом стає його директором. З часом товариство перетворюється на Школу мистецтв.
У 1913 році представляє свої роботи на персональних виставках у Лондоні та Парижі, а у 1919 році — в Японії.
В подальшому активно подорожує Індією, країнами південної та східної Азії. З цих поїздок виносить нові образи, створює серії робіт. Особливо відомою є серія «Арабські ночі», яку було завершено у 1930 році.
В подальші роки Абаніндранатх Тагор значний час приділяв навчанню техніку живопису, основ мистецтва. Останній його твір було написано за 20 років до смерті. Коли йому виповнилося 60 років, Абаніндранатх Тагор вирішив, що вже не зможе створити нічого кращого за те, що було ним зроблено, і присвятив себе цілком викладанню. Його справедливо вважають головою сучасного живопису Індії. Він був прекрасним педагогом і виховав плеяду чудових художників, таких, як Нандалал Бош, Азіта Кумар Халдар, Рой Чоудхурі, Мукул Чандра Дей, Джаміні Рой, Бірешвар Сен і багато інших.

## Творчість
Абаніндранатх Тагор став засновником сучасного національного індійського живопису. Він був одним з перших, хто відкрито вступив у боротьбу з банальним академізмом західного мистецтва і псевдонаціональним екстравагантним декоративним живописом, який отримав широке поширення в Індії наприкінці XIX ст.
Вивчивши спадщину свого народу, освоївши техніку європейського та далекосхідного живопису, Тагор створив свій власний стиль, в якому невловимо поєднується все, накопичене за довгі роки навчання. Початок своєї творчості художник ознаменував боротьбою проти поширення західного мистецтва. Його ранні твори — ілюстрації до віршів Омара Хаяма, портрети, серед яких пастельний портрет Рабіндраната Тагора, картини на історичні сюжети, серія мініатюр, створена під безпосереднім впливом раджпутської і могольської шкіл. Вони відрізняються дивовижною тонкощами письма, образною виразністю і багатством колористичного звучання. Художник особливо тонко відчував колір і використовував його у своїх картинах як один з головних засобів виразності. Свідченням цьому є один з найкращих його творів «Кінець шляху», на якому художник зобразив вмираючого в пустелі верблюда. Тварина, навантажена важкою поклажею, повільно опускається на коліна, щоб більше ніколи не встати. Картина написана у фіолетово-пурпуровій гамі. Не тільки сюжет, а й колір — свідоцтво кінця. Як вмирає день, занурюючи пурпур заходу сонця у фіолетові сутінки, так помирає і тварина, знехотя опускаючись на темний пісок пустелі.
Всього у доробку близько 500 картин, ілюстрацій, ескізів, малюнків.

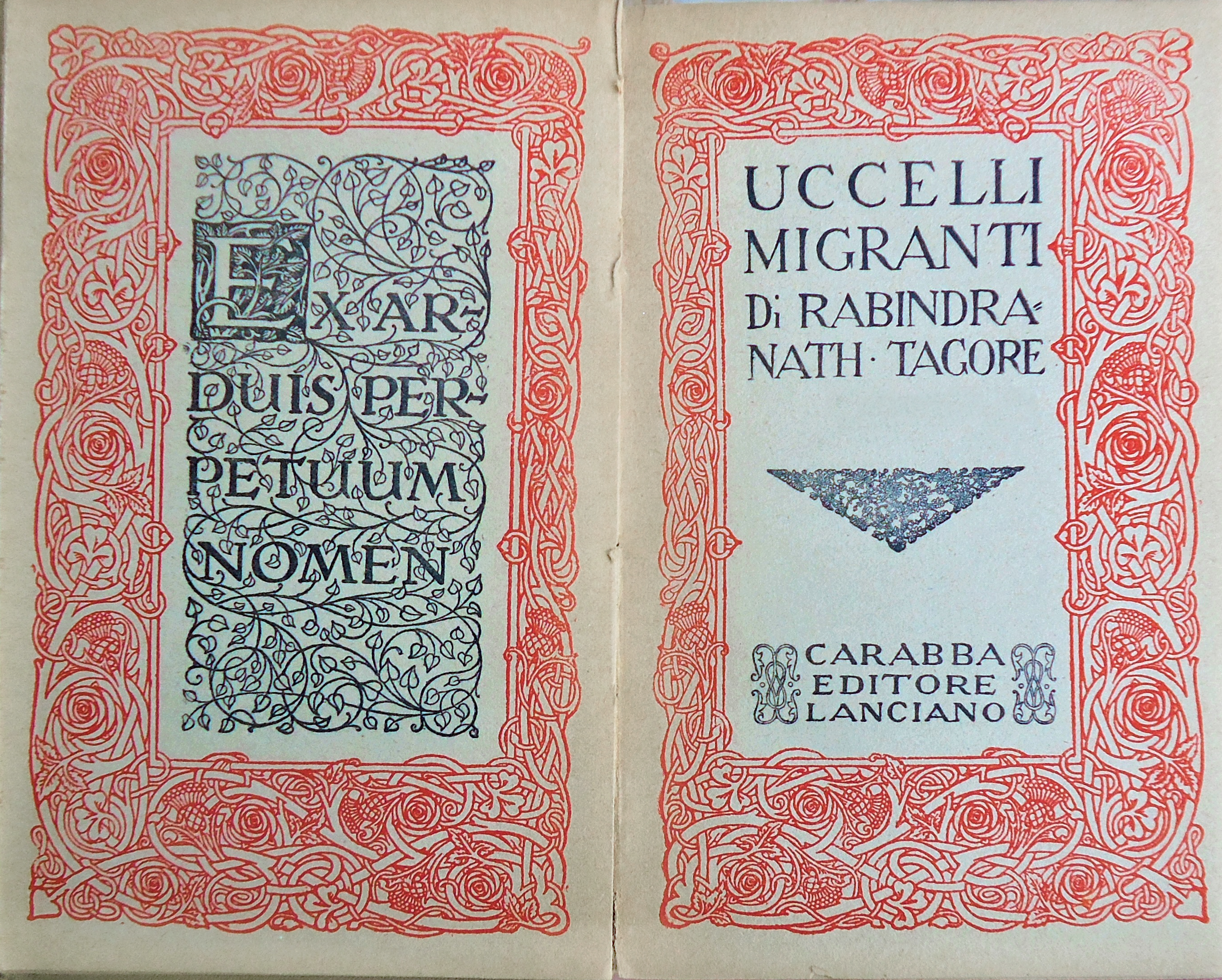
Абаніндранатх Тагор, Uccelli migranti, Carabba, 1918

## Найвідоміші твори
- Королева Ашоки (1910)
- Бхарат Мата (1871—1951)
- Казкові ілюстрації (1913)
- Ганеш джанані
- Аурангзеб розглядає голову Дари (1911)
- Авісаріка (1892)
- Баба Ганеш (1937)
- Вигнаний Якша (1904)
- серія Птахи і тварини (1915)
- Будда і Суджата (1901)
- Чайтанья разом зі своїми послідовниками на морському пляжі в Пурі (1915)
- Кінець гультяйства (1939)
- ілюстрації до Омара Хайяма (1909)
- Кача і Деваджані (1908)
- серія Лал Крішна (1901—1903)
- Музика місячного сяйва (1906)
- Схід Місяця у Муссурі Хіллс (1916)
- Відхід з життя Шах Джахана (1900)
- Танок поета-баула у Фалгурні (1916)
- Пушпа-Радхі (1912)
- Радхіка, яка дивиться на портрет Шрі Крішни (1913)
- Шах Джахан, який мріє про Тадж (1909)
- Шрі Радха на березі річки Ямуна (1913)
- Влітку з «Ріту Санґхар» Калідаси (1905)
- Казки Тисячі і однієї ночі (1928)
- Храмові танцівниці (1912)
- Поклик флейти (1910)
- Свято Лампи (1907)
- Остання подорож (1914)
- Вина гравця (1911)